# Europaturm
La Europaturm (en français: Tour d'Europe) ou Ginnheimer Spargel est le nom de la tour de télévision de Francfort-sur-le-Main en Allemagne.Elle a été construite entre 1974 et 1979. Elle a été conçue par l'architecte Erwin Heinle. Il est devenu la structure autoportante la plus haute dans la République Fédérale d'Allemagne. 
Avec 337 mètres, c'est la construction la plus haute de la ville.